# Кэловей, Говард
Говард Холлис Кэловей (англ. Howard Hollis Callaway; 2 апреля 1927, Ла-Грейндж, штат Джорджия, США — 15 марта 2014, Колумбус, штат Джорджия, США) — американский бизнесмен и государственный деятель, министр армии США (1973—1975)

## Биография
Поступил в Технологический институт Джорджии, окончил Военную академию США в Вест-Пойнте. После прохождения армейской службы вернулся в Джорджию, чтобы помочь отцу в запуске Callaway Gardens в Западной Джорджии. В 1953—1970 гг. — президент компании Ida Cason Callaway Foundation, руководил рядом других бизнес-структур.
Как и большинство представителей его поколения на юге США, являлся сторонником Демократической партии, тем не менее, в 1964 г. баллотировался в Палате представителей Конгресса США как «Goldwater Republican». Победив, он стал первым республиканцем из Джорджии в Палате представителей со времен Реконструкции. В 1966 г. он сложил свои полномочия, чтобы сосредоточиться на борьбе за пост губернатора Джорджии и только благодаря особенностям законодательства, когда местные депутаты выбирали победителя из двух лидеров, губернатором стал демократ Лестер Мэддокс.
В 1970 г. переехал в Колорадо.
- 1973—1975 гг. — министр армии США,
- 1976 г. — стал первым руководителем предвыборного штаба Джеральда Форда,
- 1980 г. — проиграл выборы в Сенат.

Впоследствии занимал пост председателя Республиканской партии штата Колорадо (1981—1987) и руководителя Центра подготовки кадров республиканцев (GOPAC) (1987—1993).